# Кулёмка
Кулёмка (кулёма) — ловушка давящего типа, применяемая в Сибири и на Дальнем Востоке на звериных промыслах. Принцип действия основан на убивании или ловле зверя каким-либо давящим предметом (порог, тяжёлое бревно, ставня, давок), приводимым в движение через схватывание приманки, либо задевание какого-либо другого спускового механизма. Обычно спусковой механизм имеет вид палочки с ущемлённым на конце мясом какого-либо мелкого зверька.
КУЛЁМА, кулёмка ж. сев. вост. ловушка на мелких зверьков; в Сиб. это дворик из кольев, с воротцами, в которых насторожен журавец, очеп, ставится слопец, плошка, кляпцы. Кулёмка льну, вят. связочка пакли. Куемный, к кулёме относящ. Кулёмник м. вор, воришка, кто обирает чужие кулёмки.
Толковый словарь живого великорусского языка В. Даля
Кулёмка была ещё проще. Носком валенка Захар Васильевич сделал в сугробе углубление. Перед входом в него забил четыре колышка, между ними уложил порог — палку сантиметра в три толщиной, сверху между кольями установил вторую, подлинней — боёк, а чтобы она была тяжелее, привязал сверху ещё одну палку. Боёк удерживался сторожком — палочкой, упирающейся в зарубку на другой наклонной палочке, на острый конец которой насаживалась приманка. Когда её трогали, сторожок соскальзывал с зарубки и боёк, направляемый колышками, падал на порог.
Николай Иванович Дубов. На краю земли
Кулёмы употреблялись и в Центральной России, в частности в селе Ликино под Судогдой во Владимирской губернии, в 1768 году русский зоолог И. И. Лепёхин дал такое описание этого орудия лова:

Кулёма делается в лесу, где вырывают круглую отлогую яму глубиной в колено, а в поперечнике в сажень. Около ямины врывают в землю сруб, из одного венца состоящий, длиною сажени в четыре, а шириною сажени в две. К сему срубу прилаживают затвор, или дверь из половиц, то есть из половинчатых бревен, так, чтобы она с пазами сруба была сходна. Дверь оную к заднему концу сруба прикрепляют деревянными витыми кольцами: на переднем конце двери прорубают круглую дыру, сквозь которую пропускают столп, длиною не с большим в сажень с продолбленными ушами, и вкапывают оный в землю. В ушах прилаживают оцеп; к оцепу прикрепляют передний конец затвора на веревке, длиной аршина в два. Внутри к заднему концу сруба привязывают язычок, то есть длинную плоскую палку с зарубиною, которой конец досягать должен до вырытой ямы. На затворе в сем месте делают три отверстия, из которых через среднее пропускают веревку, привязанную к заднему концу оцепа с прикрепленным к ней сторожком, а в другие два настараживают. В ямину кладут притраву, и привязывают ее к язычку. Медведь, услыша дух притравы, приходит к кулёме, и с начала старается досягнуть лапою себе пищу, всячески кулёму разсматривает, и на конец, не предвидя опасности, с ревом влазит под кулёму, и дерет землю лапами, подвигаяся всегда ползком к притраве, которую зацепив тянет, и чрез то сторожок срывается, и творило опустясь с высоты пришибает его в яме.
Такой род ловли называется артельным, по тому что одному человеку творила поднять и насторожить не можно; но по крайней мере требуются три человека, из которых двое, да и то с трудом, могут оцепом поднять творило, обеими руками сквозь упомянутые дыры настараживает.